# Потисарат I
Потисарат (1501—1550, правил 1520—1550) — король лаосского государства Лансанг. В его правление Лансанг достиг высшей стадии расцвета за всё средневековье. В традиционной историографии почитается за окончательное утверждение буддизма тхеравады в качестве государственной религии.

## Биография
Сын короля-просветителя Чао Висулрада и ланнаской принцессы, Потисарат с детства воспитывался буддийским патриархом Сичанто и буддийским монахом Маха Самутакоте. Они изучали буддизм в более развитых государствах — Сиаме и Ланна. В монастыре Ват Висун они воспитали из Потисарата поклонника буддизма сингальского толка, обновленного чиангмайскими учёными.
После смерти отца в 1520 году Потисарат прошёл церемонию избрания и был единогласно признан знатью королём.
В 1523 г. Потисарат решил укрепить буддизм в Лаосе и направил посольство в Ланна к королю Мыонг Кео с просьбой прислать буддийскую литературу и монахов. Мыонг Кео отправил в Лансанг 60 экземпляров «Трипитаки», «очищенной от прежних ошибок», и группу монахов во главе с наставником Пра Маха Монгконом. Они занялись переподготовкой лаосских монахов, а в 1525 г. Потисарат сам на шесть месяцев удалился в монастырь.
В 1527 г. Потисарат издал указ, запрещающий культ духов «пи» (древний анимистический культ покровителей земли, общин и отдельных семей). Все храмы духов подлежали разрушению. В том числе был разрушен храм хранителя столицы королевства Луангпхабанг и на его месте была воздвигнута огромная пагода Сисуваннатевалок, простоявшая до конца XIX в. Храмы и алтари духов-покровителей по всей стране были разрушены и заменены буддийскими святилищами и монастырями.
Эти действия значительно подняли престиж Лансанга, и ряд государств прислал к Потисарату своих послов.
В 1533 или 1545 году Пхотисарат перенес правительственную ставку из Луангпхабанга во Вьентьян.
Происходящий по матери из Ланна, Потисарат по прекращении мужской линии королей Ланна вмешался в политику Ланна (на который претендовал тогда же сиамский король Прачай), и в 1548 г. с поддержкой группы ланнаской знати посадил на ланнаский трон своего четырнадцатилетнего сына — Сеттатирата.
В 1550 году (по некоторым источникам в 1547) Потисарат был раздавлен своим слоном, пытаясь показать своё искусство езды на слоне перед послами 15 стран.
Притязания на трон предъявили два младших сына Потисарата. Они поделили Лансанг на два независимых королевства. Северная часть страны досталась принцу Таруа, южная — принцу Лай Чангу. Сеттатират, поручив управление Ланна своему дяде Прайя Конгканграду, вернулся в Лаос, низложил обоих принцев и вновь объединил страну.